# Jehu Chiapas
Jehu Beezye Chiapas Pérez (Martínez de la Torre, Veracruz, México; 3 de octubre de 1985) es un exfutbolista y entrenador mexicano, jugaba como mediocampista. 

## Trayectoria

### Como jugador
Jugador de fútbol mexicano, nacido en Martínez de la Torre, Veracruz. Desempeña la función de volante izquierdo, aunque también puede funcionar de carrilero y de contención, pudiendo funcionar en ambas bandas. Canterano de los Pumas del Club Universidad Nacional, su debut en la Liga Mexicana fue en un partido celebrado el 7 de agosto de 2005, en el juego UNAM 1 Guadalajara 0.
Es un jugador con mucha técnica y gran disparo de larga distancia, recuperador de balón lo que le hace un jugador de área a área, con un desempeño espectacular en modo defensivo y con llegada al área rival, dándole estabilidad a la línea defensiva y siendo siempre una amenaza al ataque. Su tiro favorito es el tiro de la naranja, un disparo de gran potencia y colocación, simulando ser un naranjazo a gran velocidad.
En el Draft 2011 llevado a cabo en Playa del Carmen, se llevó a cabo su traspaso al equipo Gladiadores de San Luis. En el Draft 2012 el Universitario Jehu Chiapas volvió a los Pumas de la UNAM. Su segunda etapa en los Pumas fue dicreta y se fue al Tiburones Rojos de Veracruz, después de estar cedido con Jaguares de Chiapas y con Cafetaleros probó suerte en Europa al llegar al Salamanca de España, en el que se retiró al término de la temporada 2019-20.

### Como entrenador
Comenzó su carrera como entrenador dirigiendo al Club Deportivo Ribert de la Primera División Regional Aficionados de Castilla y León desde 2020 a 2022.
En la temporada 2022-23, firma como entrenador del Salamanca Club de Fútbol UDS "B" de la Primera División Regional Aficionados de Castilla y León.
El 26 de diciembre de 2022, se convierte en entrenador del primer equipo del Salamanca Club de Fútbol UDS de la Tercera RFEF, con el que logra el ascenso a la Segunda RFEF. El 16 de enero de 2025, sería destituido y reemplazado por Rafael Dueñas que formaba junto a él en la dirección del conjunto charro.

## Clubes

### Como jugador
| Club                      | País   | Div        | Año         |
| ------------------------- | ------ | ---------- | ----------- |
| UNAM                      | México | Liga MX    | 2005 - 2013 |
| San Luis (Préstamo)       | México | Liga MX    | 2011 - 2012 |
| Veracruz                  | México | Liga MX    | 2013 - 2017 |
| Chiapas F.C.(Préstamo)    | México | Liga MX    | 2015        |
| Cafetaleros(Préstamo)     | México | Ascenso MX | 2016        |
| Unión deportiva salamanca | España | Segunda B  | 2018 - 2020 |

## Clubes

### Como entrenador
| Club                             | País   | Div                                                      | Año         |
| -------------------------------- | ------ | -------------------------------------------------------- | ----------- |
| Club Deportivo Ribert            | España | Primera División Regional Aficionados de Castilla y León | 2020 - 2022 |
| Salamanca Club de Fútbol UDS "B" | España | Liga MX                                                  | 2022        |
| Salamanca Club de Fútbol UDS     | España | Tercera RFEF/Segunda RFEF                                | 2022 - 2025 |

## Palmarés
| Título          | Club                      | País   | Año  |
| --------------- | ------------------------- | ------ | ---- |
| Torneo Clausura | Club Universidad Nacional | México | 2009 |
| Torneo Clausura | Club Universidad Nacional | México | 2011 |